# ¥
O sinal de iene ou yuan, ¥, é um sinal de moeda usado para o iene japonês e as moedas de yuan chinês ao escrever em scripts ocidentais. Este símbolo monetário se assemelha a uma letra latina Y com um único ou duplo traçado horizontal. O símbolo geralmente é colocado antes do valor que representa, por exemplo: ¥50, diferentemente do caractere kanji / chinês, que é mais comumente usado em japonês e chinês e escrito com a quantidade: 50円 no Japão e 50元 na China.

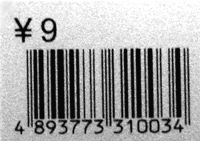
Um exemplo de etiqueta de preço da China

## Pontos de código
O ponto de código Unicode é  U+00A5 ¥ YEN SIGN (&yen;)             Além disso, há um caractere de largura total, ￥, no ponto de código  U+FFE5 ￥ FULLWIDTH YEN SIGN  para uso com fontes amplas, especialmente fontes do Leste Asiático.  Não havia um ponto de código para esse símbolo no US- ASCII original (7 bits) e, consequentemente, muitos sistemas anteriores reatribuíram 5C (alocado à barra invertida (\) em ASCII) ao sinal de ienes. Com a chegada da codificação de 8 bits, o conjunto de caracteres ISO / IEC 8859-1 ("ISO Latin 1") atribuiu o ponto de código A5 ao ¥ em 1985; Unicode continua essa codificação.
No JIS X 0201, do qual o Shift JIS é uma extensão, atribui o ponto de código 0x5C ao sinal de ienes do script latino: como observado acima, esse é o código usado para a barra invertida no ASCII . Esse padrão foi amplamente adotado no Japão.

### Microsoft Windows
A Microsoft adotou o código ISO A5 no Windows-1252 para as Américas e Europa Ocidental, mas as localidades em japonês dos sistemas operacionais da Microsoft usam a codificação de caracteres da página de códigos 932, que é uma variante do Shift JIS. Portanto, 0x5C é exibido como um sinal de iene nas fontes de localidade japonesa no Windows. No entanto, é usado sempre que uma barra invertida é usada, como o caractere separador de diretório (por exemplo, em C:¥ ) e como o caractere de escape geral ( ¥n ).  Ele é mapeado no Unicode U + 005C REVERSE SOLIDUS (ou seja, barra invertida), enquanto o Unicode U + 00A5 YEN SIGN recebe um mapeamento unidirecional de "melhor ajuste" para 0x5C na página de código 932,  e 0x5C é exibido como uma barra invertida na documentação da Microsoft para a página de códigos 932, essencialmente tornando-a uma barra invertida, dada a aparência de um sinal de iene por fontes localizadas. O sinal de vitória tem problemas semelhantes nas versões coreanas do Windows.

### IBM EBCDIC
A página de código 437 da IBM usava o ponto de código 9D para o ¥ e essa codificação também foi usada por vários outros sistemas de computador. O ¥ é atribuído ao ponto de código B2 no EBCDIC 500 e em muitas outras páginas de código EBCDIC.

## IME chinês
Nos editores de métodos de entrada (IMEs) chineses Pinyin, como os da Microsoft ou Sogou.com, digitar $ exibe o caractere de largura total ￥, que é diferente da meia largura ¥ usada nos IMEs japoneses.

## 円 e 元
O japonês kanji 円 (iene) e caractere chinês 元 (yuan) são mais comumente utilizado quando se escreve em japonês e chinês.